# The Songstress
The Songstress è l'album con cui ha debuttato la cantante statunitense soul e R&B Anita Baker. Di limitato successo commerciale, è stato realizzato dalla Beverly Glen, unico album che ha inciso con questa casa discografica, prima di firmare un contratto con la Elektra Records, con la quale produsse una serie di album.

## Tracce
1. Angel
2. You're The Best Thing Yet
3. Feel The Need
4. Squeeze Me
5. No More Tears
6. Sometimes
7. Will You Be Mine
8. Do You Believe Me